# Âne instruisant d'autres animaux
Âne instruisant d'autres animaux est une gravure sur cuivre au burin réalisée par Georges Reverdy. Il existe des exemplaires à Londres, à Rotterdam et à Paris dans les collections des Rothschild. Elle mesure 130 mm de diamètre.

## Description
Un âne, sur une estrade, parle à un groupe d'animaux composé d'un cerf, de chiens, d'un lapin, d'un lion, etc. L'œuvre ayant une esthétisme burlesque assez marquée dénonce dans son inscription en latin, l'ignorance. Allusion qui pourrait faire référence à la réforme. 